# Eurycyde unispina
Eurycyde unispina is een zeespin uit de familie Ascorhynchidae. De soort behoort tot het geslacht Eurycyde. Eurycyde unispina werd in 1986 voor het eerst wetenschappelijk beschreven door Stock. 